# Кинг, Роберт, 6-й граф Кингстон
Роберт Кинг, 6-й граф Кингстон (англ. Robert King, 6th Earl of Kingston; 17 июля 1804 — 16 октября 1869) — англо-ирландский политик и пэр. Он был известен как Достопочтенный Роберт Кинг с 1806 по 1854 год.

## Происхождение и образование
Родился 17 июля 1804 года. Старший сын Роберта Кинга, 1-го виконта Лортона (1773—1854), и леди Фрэнсис Парсонс (31 марта 1775 — 7 октября 1841), дочери Лоуренса Парсонса, 1-го графа Росса. Он получил образование в Тринити-колледже в Дублине.

## Карьера
Роберт Кинг заседал в Палате общин Великобритании от графства Роскоммон с 1826 по 1830 год. В 1836 году он получил должность верховного шерифа графства Роскоммон.
20 ноября 1854 года после смерти своего отца Роберт Кинг унаследовал титулы 2-го виконта Лортона из Бойла в графстве Роскоммон (Пэрство Ирландии) и 2-го барона Эрриса из Бойла, графство Роскоммон (Пэрство Ирландии).
8 сентября 1869 года после смерти своего двоюродного брата, Джеймса Кинга, 5-го графа Кингстона, Роберт Кинг унаследовал титулы 6-го графа Кингстона (Пэрство Ирландии), 6-го виконта Кингстона из Кингсборо в графстве Слайго (Пэрство Ирландии), 6-го барона Кингстона из Рокингема в графстве Роскоммон (Пэрство Ирландии) и 10-го баронета Бойл-Эбби в графстве Роскоммон.
Лорд Кингстон скончался 16 октября 1869 года в возрасте 65 лет. Ему наследовал его старший сын, Роберт Кинг, 7-й граф Кингстон.

## Личная жизнь
7 декабря 1829 года Роберт Кинг женился на Энн Гор-Бут (? — 14 июня 1883), дочери сэра Роберта Ньюкомена Гор-Бута, 3-го баронета, и Ханны Ирвин. у супругов было трое детей:
- Роберт Эдвард Кинг, 7-й граф Кингстон (18 октября 1831 — 21 июня 1871)[2], старший сын и преемник отца.
- Леди Фрэнсис Изабелла Энн Кинг (ок. 1842 — 8 октября 1890)[2], она вышла замуж в 1862 году за Джозефа Уильяма Уорбертона, от брака с которым у неё было пять детей.
- Подполковник Генри Ньюкомен Кинг-Тенисон, 8-й граф Кингстон (31 июля 1848 — 13 января 1896)[2].

К середине 1830-х годов Кинг перенес инсульт и последствия пьянства и находился «почти полностью под влиянием своей жены», чей «богатый образ жизни» не нравился его отцу, виконту Лортону. В 1846 году у неё завязались отношения с «сомнительным и неплатежеспособным французским дворянином» виконтом Эрнестом Валентином де Сатже Сен-Жан. Когда 31 июля 1848 года у нее родился второй сын Генри, Роберт Кинг отрекся от ребенка, но продолжал жить со своей женой и её любовником, несмотря на протесты отца. Попытка Кинга подать в суд на развод в 1850 году провалилась из-за его собственной внебрачной связи с няней Джули Имхофф.